# 稲生夏季

稲生 夏季（いのう なつき、1990年7月21日 - ）は、東京都出身の競艇選手。登録番号4484。身長153cm。血液型AB型。101期。同期に守屋美穂、竹中晶がいる。

## 来歴
- やまと競艇学校時代は、リーグ戦勝率2.92（準優出以上はなし）の成績を残した。
- 2007年11月16日、平和島競艇場でデビュー。
- 2009年9月27日、住之江競艇場の女子リーグ戦1R（夢の初勝利争奪戦）で初勝利（239走目）。